# Blecha morová
Blecha morová (Xenopsylla cheopis Rothschild, 1903) je parazitem hlodavců (zejména krys a potkanů), sekundárně pak člověka, rozšířená zvláště v tropech a subtropech, odtud rozvlečená na lodních krysách a lidech do všech větších přístavů a měst ve světě. V Evropě i v severní části. Živí se krví hostitele. Patří mezi nejnebezpečnější přenašeče chorob mezi hmyzem. Velmi snadno přechází na člověka. Je přenašečem dvou významných patogenů: Yersinia pestis (původce moru lidí), Rickettsia typhi (původce endemického tyfu). Dospělec průměrně žije 3 měsíce.

## Stavba těla
Nemá na hlavě ani na pronotu hřebeny.Od blechy lidské se liší postavením hlavy a jejím počtem štětin, potom jsou ještě další nepatrné detaily. Je menší a světlejší než je blecha lidská, barvy rezaté, samička měří 2-3 mm a sameček 1,5-2 mm.